# Khméro-Américains
Le terme Khméro-Américains est utilisé pour désigner les citoyens américains d'origine kmere.

## Démographie
Lors du recensement de 2010, il y a plus 270 000 Khméro-Américains.
Selon le American Community Survey pour la période 2011-2015, 150 622 Khméro-Américains sont nés américains (47,6 %), tandis que 166 018 sont nés étrangers (52,4 %). De plus, 118 359 d'entre eux sont naturalisés (71,3 %), alors que 47 659 ne sont pas citoyens américains (28,7 %).

### Langues
Selon l'American Community Survey pour la période 2012-2016, 208 611 personnes âgées de plus 5 ans déclarent parler le khmer à la maison (0,07 % de la population totale des États-Unis, et 72,31 % des Khméro-Américains de plus de 5 ans).

## Politique

### Sociologie électorale
| Candidat | Candidat    | 2012 | 2016 |
| -------- | ----------- | ---- | ---- |
|          | Démocrate   | 77 % | 78 % |
|          | Républicain | 23 % | 12 % |
|          | Autres      | 0 %  | 10 % |